# Liste des maréchaux de l'ordre du Temple
Pour un article plus général, voir Ordre du Temple.
Le maréchal du Temple  (du francique marhskalk, issu du germanique commun markhaz, lui-même issu du celtique "markh" (cheval), et du germanique skalkaz (serviteur), comprendre le serviteur chargé du soin des chevaux) était un dignitaire de l'ordre du Temple, chargé de l'autorité militaire et subordonné aux décisions militaires du maître de l'ordre. 

## Fonction
Le grade de maréchal est connu grâce aux neuf articles des retraits qui lui sont consacrés (articles 101 à 109). Il est le troisième dignitaire le plus haut placé dans la hiérarchie de l'ordre après le maître et le sénéchal. Il s'agit de l'autorité militaire suprême subordonnée aux décisions militaires du maître.
En temps de paix ainsi qu'en temps de guerre, il est responsable de la discipline et de l'entretien des armes et montures. Il répartit les tâches de la journée et fait l'appel des chevaliers lors des messes. En campagne, le maréchal dirige tous les hommes d'armes du Temple et « fournit la pointe » pour la charge qu'il exécute en portant lui-même le gonfanon.
À la mort du maître de l'Ordre, c'est lui qui fait annoncer la nouvelle dans toutes les commanderies et qui réunit les dignitaires pour l'organisation de l'élection d'un nouveau maître.
L'Ordre lui fournit :
- 4 chevaux dont un turkoman pour les batailles ;
- 2 écuyers ;
- 1 frère-sergent monté ;
- 1 turcopole également monté.

## Liste des maréchaux de l'ordre du Temple
| Nom                     | Début de la fonction | Fin de la fonction | Origine                                 | divers |
| ----------------------- | -------------------- | ------------------ | --------------------------------------- | --- |
| Hugues du Quiliou       | ?                    | 1153               | Duché de Bretagne                       | Mort lors du siège d'Ascalon en 1153.                                                                                                 |
| Robert Fraisnel         | ?                    | 1186 ou 1187       | Comté de Champagne                      | Mort lors de la bataille de La Fontaine du Cresson en 1187.                                                                           |
| Jacques de Mailly ?     | 1186                 | 1187               | Comté de Touraine                       | Mort lors de la bataille de La Fontaine du Cresson en 1187,.                                                                          |
| Geoffroy Morin          | ?                    | 1189               | Comté de Flandre                        | Mort lors du siège de Saint-Jean-d'Acre en 1189.                                                                                      |
| Adam Brion              | ?                    | ?                  | ?                                       | Mentionné avec ce titre dans un acte de 1198.                                                                                         |
| Guillaume d'Arzillières | 1200                 | 1205               | Comté de Champagne                      | Témoin avec ce titre d'une charte de 1205 de son cousin Vilain d'Aulnay qui donne à l'ordre du Temple tout ce qu'il possède à Sancey. |
| Hugues de Montlaur      | 1239                 | 1244               | Comté de Provence                       | Mort lors de la bataille de La Forbie en 1244.                                                                                        |
| Renaud de Vichiers      | 1249                 | 1250               | Vichy ? Comté de Champagne ?            | Élu maître de l'ordre du Temple en 1250.                                                                                              |
| Hugues de Jouy          | 1251                 | 1252               | Île-de-France                           | Banni de la terre sainte par la volonté de Saint Louis.                                                                               |
| Étienne de Sissey       | 1260                 | 1262               | Duché de Bourgogne                      | Semble avoir été excommunié par le pape Urbain IV.                                                                                    |
| Guillaume de Malay      | 1262                 | ?                  | ?                                       | [ Note 3 ] |
| Gimblard de Vienne      | ?                    | ?                  | ?                                       | Mentionné avec ce titre dans un acte de 1270.                                                                                         |
| Gui de Foresta          | ?                    | ?                  | ?                                       | Mentionné avec ce titre dans un acte de 1277.                                                                                         |
| Geoffroy de Vandac      | ?                    | ?                  | Comté d'Auvergne ? Duché de Bourgogne ? | Combat lors de la chute de Tripoli en 1289.                                                                                           |
| Pierre de Sevry         | 1289                 | 1291               | Duché de Bourgogne                      | Mort lors du siège de Saint-Jean-d'Acre en 1291.                                                                                      |
| Jacques de Molay        | 1291                 | 1292               | Comté de Bourgogne                      | Élu maître de l'ordre du Temple en 1292.                                                                                              |
| Baudouin de La Andrin   | 1292                 | 1294               | ?                                       | |
| Barthélemy de Quincy    | 1294                 | 1302               | Duché de Bourgogne                      | Mort lors de la défense de l'île de Ruad en 1302.                                                                                     |
| Aimé d'Oiselay          | 1302                 | 1308               | Comté de Bourgogne                      | Arrêté à Chypre en 1308 puis mort au château de Lefcara quelques années plus tard.                                                    |